# Большой сухопутный краб
Большой сухопутный краб (лат. Cancer pagurus), также широко известный как съедобный или коричневый краб — один из видов крабов, обитающих в Северном море, северной части Атлантического океана и, возможно, в Средиземном море. Для этого вида крабов присущи большие размеры, красновато-коричневая окраска, овальный карапакс, напоминающий закрытый пирог, а также клешни с черными кончиками. Взрослая особь может иметь ширину панциря до 25 см и весить до 3 кг. Большой краб — ночной хищник, охотящийся на разнообразных моллюсков и ракообразных. Основное место промысла большого краба в Западной Европе — побережье Британских островов, в год вылавливается более 60000 тонн.

## Описание
Панцирь взрослых особей большого краба имеет красновато-коричневый цвет, в то время как у молодых особей он пурпурно-коричневый. По своему виду панцирь напоминает закрытый пирог, иногда на нём появляются белые пятна. Длина панциря у самцов, как правило, около 60 миллиметров, у самок — 98 мм, хотя длина панциря отдельных особей может достигать до 150 мм. Ширина панциря, как правило, 150 мм, в отдельных случаях может быть около 250 мм. Складка панциря расположена вентрально, образуя жаберную полость, где находятся жабры.
Передняя пара конечностей краба представляет собой мощные клешни, кончики которых окрашены в чёрный цвет. Остальные конечности покрыты короткими жесткими щетинками и также имеют острые черные кончики.
Спереди у краба присутствуют усики и антеннулы. Здесь же находятся орбиты, в которых расположены глаза. Ротовой аппарат включает в себя три пары максиллопедов, за которыми находится пара челюстей, пара максилл, и, наконец, нижние челюсти.
Как и у большинства крабов, брюшко большого краба расположено под грудной клеткой; чёткий половой диморфизм проявляется в том, что у самцов брюшко сравнительно уже, чем у самок.

## Жизненный цикл
Размножение происходит в зимний период; самец взбирается на самку сверху и защищает её, пока она линяет. Внутреннее оплодотворение происходит до затвердевания нового панциря с помощью двух брюшных придатков (гоноподов). После спаривания самка откладывает яйца в ямке на морском дне. Самка может носить под брюшком от 250 000 до 3 000 000 оплодотворенных яиц до восьми месяцев, пока из них не вылупятся личинки.
После вылупления крабы проходят несколько стадий развития, начиная с личиночной (1 мм) под названием зоэа. У молодых крабов хорошо развита брюшная полость, которая, со временем уменьшается в размерах и располагается под грудной клеткой. Молодые крабы оседают на морском дне в приливно-отливной зоне, где остаются до тех пор, пока не достигнут ширины панциря 60-70 мм, а затем мигрируют в более глубокие воды. До достижения восьмилетнего возраста ширина панциря у самцов увеличивается на 10 мм в год, затем темп роста замедляется до 2 мм в год. Самки растут примерно в два раза медленнее самцов, что, вероятно, связано с энергетическими потребностями для откладки яиц. Половая зрелость достигается при ширине панциря 12,7 см у самок и 11 см у самцов. Продолжительность жизни большого краба составляет, как правило, 25—30 лет, хотя отдельные особи могут жить до 100 лет.

## Ареал и среда обитания
Большой краб в изобилии обитает в песчаном и скалистом грунте в приливно-отливной зоне моря на глубинах до 100 метров по всей северо-восточной Атлантике от Норвегии на севере до Северной Африки на юге. Крабы часто живут в трещинах и отверстиях в скалах, но иногда встречаются и на открытом грунте. Молодые крабы могут обитать под скалами в прибрежной зоне. По неподтвержденным сообщениям, большой краб также встречался в Средиземном и Чёрном морях.
Взрослые особи ведут ночной образ жизни, прячась в субстрате в течение дня, однако, во время ночной охоты крабы могут отходить от своего укрытия на расстояние до 50 метров. Их рацион включает в себя разнообразных ракообразных (в том числе зеленые и волосатые крабы, фарфоровые крабы и чёрный приземистый омар) и моллюсков (в том числе брюхоногие красильная багрянка и обыкновенная литорина, а также двустворчатые моллюски морские черенки, съедобные мидии, съедобная сердцевидка, европейская устрица и лутрария лутрария). Большой краб преследует или заманивает в засаду подвижную добычу, а также роет большие ямы, чтобы найти там моллюсков. Основную угрозу большому крабу представляют осьминоги, которые атакуют крабов, даже находящихся в клетке, используемой рыбаками в качестве ловушки.
По сравнению с другими ценными промысловыми видами крабов, относительно мало известно о заболеваниях большого краба. К числу паразитов относят вирусы, такие как вирус синдрома белых пятен, различные бактерии, являющиеся причиной темных повреждений на экзоскелете, и динофлагелляты рода Hematodinium, вызывающие «розовую болезнь краба». Другие микроскопические патогены включают грибы, микроспоридии, гаплоспоридии и инфузории. Большой краб может также стать мишенью многоклеточных паразитов, таких как трематоды и паразитарные ракушки. Часто на экзоскелете большого краба живут такие эпибионты, как моллюски, актинии, полихеты, среди которых Janua pagenstecheri, а также мшанки и седловидные ракушки.

## Промысел
Большой краб является одним из важных объектов промысла в Западной Европе. Крабов ловят при помощи клеток с наживкой (похожих на клетки для ловли лобстеров), которые размещаются на шельфе. Вылов большого краба постоянно увеличивается, так, в 1978 г. вылов составлял 26000 тонн, а в 2007 г. — 60000 тонн, из которых более 70 % было выловлено в водах вокруг Британских островов. Из-за интенсивной добычи большого краба в водах вокруг британских и ирландских берегов, данный вид находится на грани исчезновения в большей части этой области. Большинство съедобных крабов, выловленных британским флотом, экспортируется живьем на продажу в Испании и Франции.
Существует ряд правовых ограничений относительно ловли большого краба. Незаконно отлавливать самок, несущих яйца, но так как яйценосные самки остаются в вырытых ямах и не выходят на охоту, отлов крабов не влияет на количество потомства. Минимальные размеры большого краба, разрешенные к отлову, установлены техническими регламентами Европейского союза и правительства Великобритании. Минимальные размеры отличаются от региона к региону в связи с разной скоростью роста краба по всей географии его обитания. В частности, минимальный размер большого краба, разрешенный к отлову у берегов графств Суффолк, Норфолк и Линкольншир, составляет 115 мм, а не 140 мм, как в большинстве районов обитания вида. Промежуточный минимальный размер в 130 мм разрешен в остальной части Северного моря между 56-й параллелью северной широты и границей между графствами Эссекс и Кент, а также в Ирландское море к югу от 55° с. ш. В водах, омывающих графства Девон, Корнуолл и острова Силли, имеются различия в минимальном размере среди самцов (160 мм) и самок (140 мм). Добыча большого краба в Норвегии составляет 8500 тонн в год, в Великобритании — 20000 тонн, в Ирландии — 13000 тонн, во Франции — 8500 тонн, в других странах по всему миру в общей сложности 45000 тонн.

## Использование в кулинарии
Около трети веса взрослой особи съедобного краба составляет мясо, одна треть которого — это белое мясо в клешнях и две трети — коричневое мясо тела. В отношении пищи самцов крабов можно сравнить с петухами, а самок — с курицами. У петухов сладкое белое мясо; куры имеют более насыщенный вкус коричневого мяса. Блюда из крабов могут подаваться прямо в панцире (в очищенный панцирь выкладывают крабовое мясо, украшенное другими ингредиентами), также из крабов готовят супы, такие как буйабес, паштеты, муссы и горячее суфле.

## Таксономия и систематика
Согласно правилам Международного кодекса зоологической номенклатуры, большой краб был впервые описан Карлом Линнеем в 1758 году, в десятом издании его книги «Система Природы». В 1820 году Пьер Андре Латрейль выбрал большого краба типовым видом рода Cancer. Видовой эпитет pagurus — латинское слово, происходящее от древнегреческого «πάγουρος» (pagouros), которое, наряду с «κάρκινος» (karkinos) использовалось в отношении съедобных морских крабов; ни один из терминов не относится к какому-либо определённому виду.
Хотя ранее к роду Cancer относилось большинство крабов, в настоящее время он ограничивается только восемью видами. Ближайшим родственником большого краба является краб Иона (лат. Cancer borealis), обитающий на восточном побережье Северной Америки.